# JazzWoman
JazzWoman   (Aldaia, 1996) és el nom artístic de Carmen Aguado, una rapera valenciana.

De menuda va estudiar al conservatori, on aprengué a tocar el saxo i el piano. Començà a freqüentar sessions clandestines de jazz, abans d'entrar en un grup de reggae, i arribar finalment al hip-hop, estil en el qual se sent més lliure.

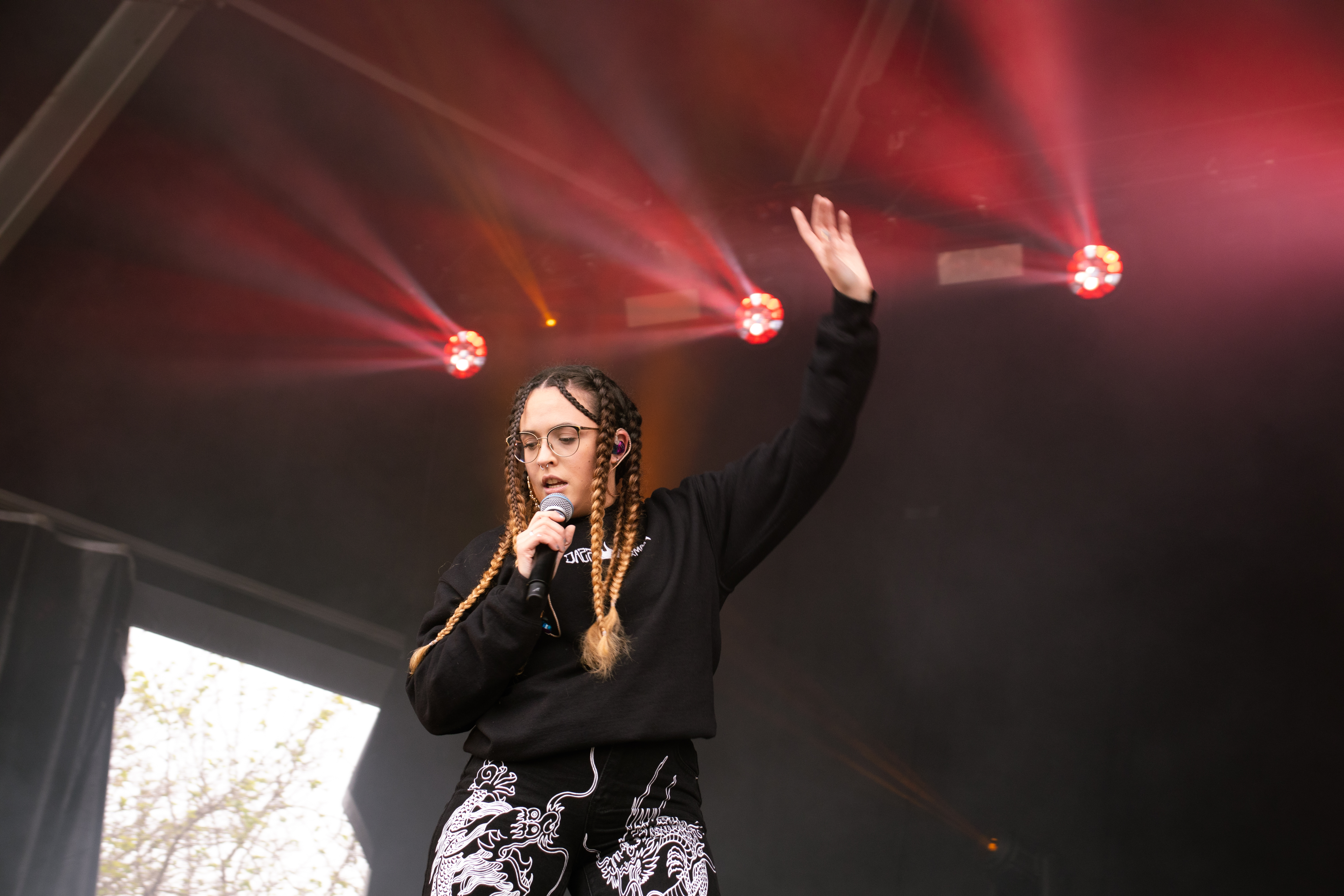
JazzWoman en la Telecogresca de 2021.

Compagina la seua carrera en solitari amb altres projectes. Així, és membre del col·lectiu Periferia Norte, i amb altres tres raperes, formà part del conjunt Machete en Boca.
També ha col·laborat amb formacions com ZOO (en “Cançons d'ofrena” i "Tir al Ninot"), Tremenda Jauría, i amb artistes com Tesa.
En 2020 presenta Maléfica, un disc que mescla diversos gèneres i estils, com el rap, el trap, la salsa, el merengue i la bachata, però que té un únic discurs, el de la denúncia social. Les seues lletres, tant en valencià com en castellà, condemnen qualsevol situació injusta i defensen l'empoderament femení. Un dels temes, “Tu i el teu melic”, és un altaveu contra l'assetjament escolar, i compta amb la col·laboració del grup Auxili.
Aquest àlbum rep el premi Enderrock 2021 per ser el millor treball de músiques urbanes.
El 2022 publica el seu segon disc, Atlantis, on explora altres sonoritats musicals com ara el disco-dance o el pop mainstream. Compta amb col·laboracions de grups com Elane, MCKEA, Pep Gimeno 'Botifarra', Nativa, Lildami, Hugo X, AGS, Nicky Shardlow o Awakate.

## Discografia
- Bagheera (Periferia Norte, 2018)
- Maléfica (Propaganda pel fet!, 2020)
- Atlantis (Propaganda pel fet!, 2022)
- Contra vent i marea (Propaganda pel fet!, 2025)